# Ярмак (рэпер)
Ярмак (полное имя — Александр Валентинович Ярмак; укр. Олександр Валентинович Ярмак; род. 24 октября 1991, Борисполь, Киевская область) — украинский рэпер, актёр и военнослужащий ВСУ, участник российско-украинской войны. Командир роты 412-го полка беспилотных систем «NEMESIS». Младший лейтенант.

## Биография

### Детство и юность
Александр Ярмак родился в Борисполе 24 октября 1991 года. После школы поступил на факультет летательных аппаратов Национального авиационного университета, где стал играть в КВН за команду «Сборная НАУ», вместе с которой дошёл до финала Высшей украинской лиги.

### Сольная карьера
В 2011 году ЯрмаК выложил свой первый клип на песню «Пидарасия» в социальной сети ВКонтакте и на Youtube, который спустя несколько месяцев набрал более миллиона просмотров. В 2012 году Ярмак презентовал дебютный сольный альбом «ЯсЮТуба». В 2013 году музыкант снял сериал «Как закалялся стайл», где сыграл главную роль. Позже в этом же году он поддержал акции протестов в защиту прав Павличенко и написал на эту тему композицию «Свободу честным».

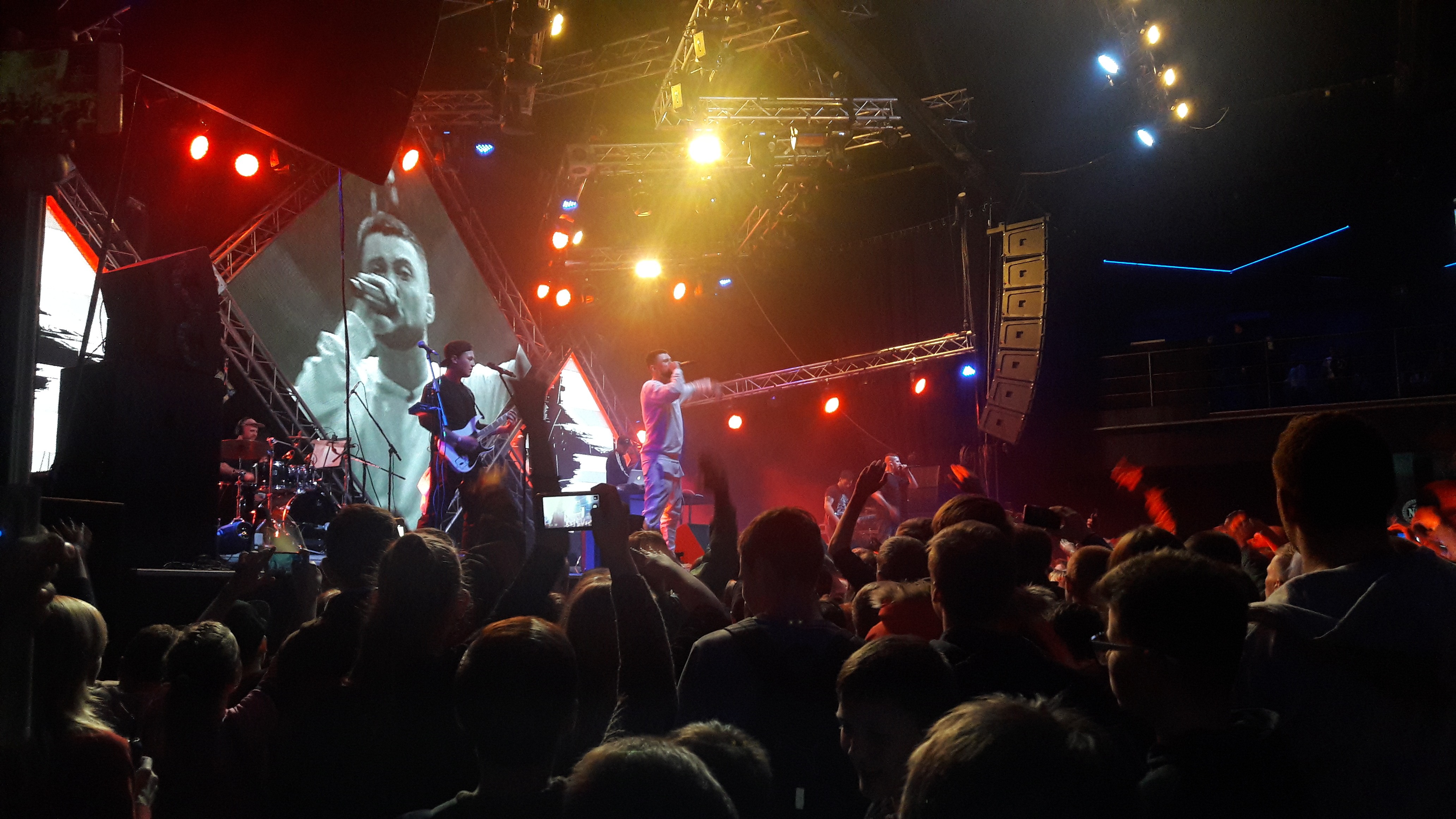
Выступление посвящённое 5-летию на сцене (Киев, Стереоплаза)

В начале февраля 2014 года, за несколько недель до трагических событий на Евромайдане, Ярмак и TOF выпустили песню «22» и презентовали клип, собранный из видеохроники событий Евромайдана (позже песню стали называть неофициальным гимном Евромайдана). В тексте песни говорится об Украине как о красивой и замученной девушке, не преклоняющей ни перед кем колени. Выход «22» был воспринят неоднозначно. Портал The Flow отмечает, что Ярмак «оказался единственным артистом, написавшим песню о том, что всем было необходимо услышать». Песню также отметил в своей книге о Майдане «Я из небесной сотни» Марко Рудневич и Иван Малкович в интервью в студии Громадського.
В 2015 году презентовал свой третий сольный студийный альбом «Made in UA». В апреле 2017 года был выпущен четвёртый альбом «Restart», в который вошло 16 песен, в том числе и первая сольная украиноязычная песня под названием «Твої сни» в дуэте с Ольгой Чернышёвой.
11 декабря 2020 года Ярмак представил свой пятый студийный альбом «Red Line». В него вошло 10 песен при участии НКНКТ, Фир, TOF и Tricky Nicki.

### «Стольный Град»
15 ноября 2013 года была основана группа «Стольный Град», в состав которой также вошли Фир, Михаил Иншин (Михалыч), Tof, Marty и Гига . В 2014 году группа выпустила свой дебютный альбом «Город свободы». В 2015 году Ярмак вместе с группой записали второй альбом «Пока районы не спят». В начале 2017 года группа распалась.

### Вторжение на Украину
В феврале 2022 года после военного вторжения России на Украину, вступил в ряды Вооружёных сил Украины.
С 2025 года — Командир роты 412-го полка беспилотных систем «NEMESIS». Младший лейтенант.

## Оценка и анализ

### Рецензии
Редактор музыкального сайта The Flow Андрей Недашковский отметил, что в альбоме «Город свободы» заметно отличие музыки Ярмака от других украинских рэп-звёзд акцентом на работу с локальной аудиторией, назвав его «музыкой украинцев и для украинцев». Второй альбом группы, по мнению Недашковского, — «это техничный репрезент-рэп молодых людей, которые устали от войны в своей стране и рэпа, концентрирующегося на (само)разрушении», финальная песня которого («Забери меня») представляет собой балладу.
Феномен Ярмака в том, что он говорит на понятном языке с теми, кто готов слушать, слышать, готов принимать решения и действовать. Он говорит те вещи, которые публика хочет от него услышать, однако не идёт у неё на поводу, а просто озвучивает свои мысли. Да, так совпало. Это как любовь с первого взгляда.журналист и хип-хоп-музыкант Андрей Фрил
Сам Ярмак своим лучшим альбомом считает «Restart».

### Награды

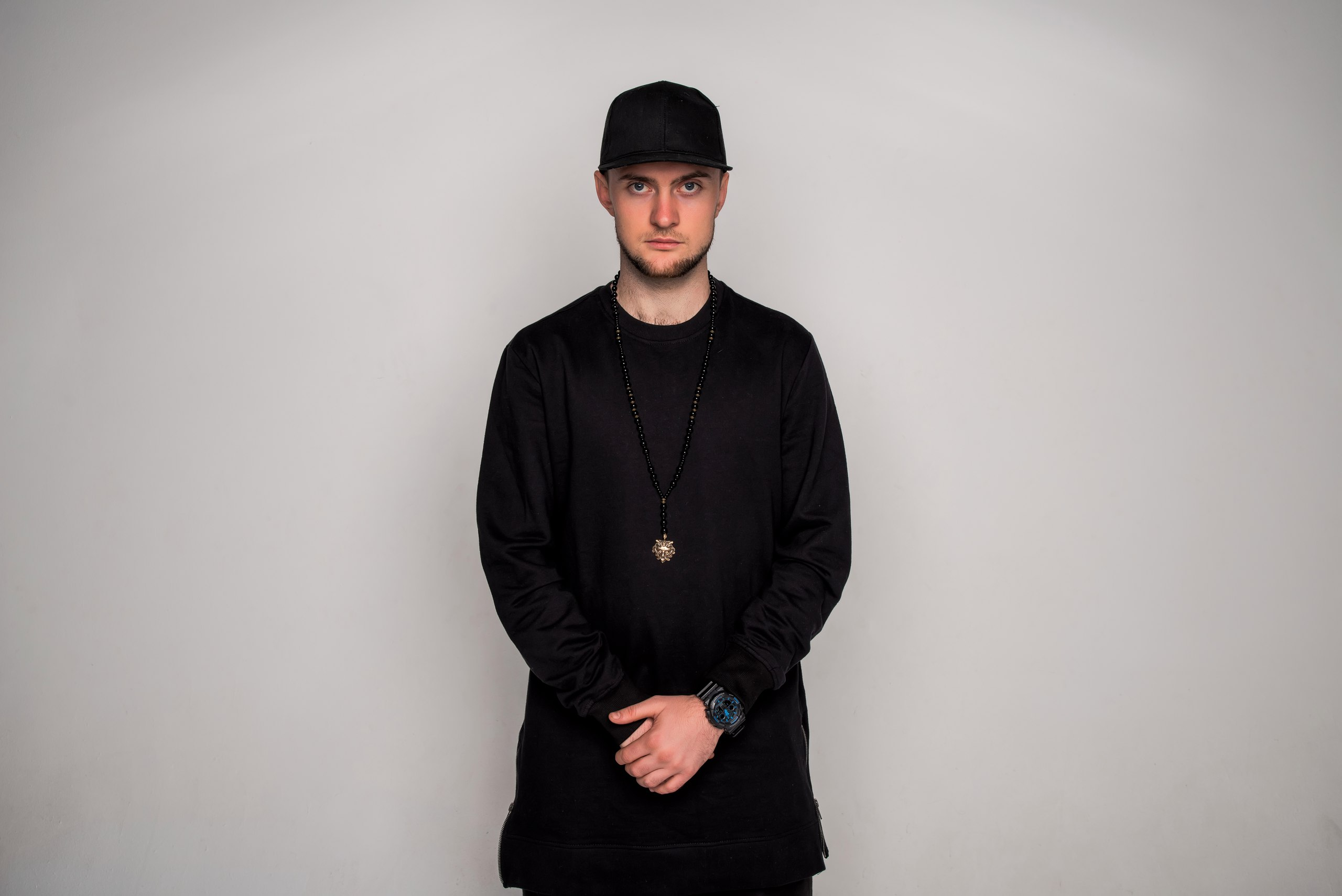
Yarmak в 2017 году

В 2013 году клип на песню «Сердце пацана» стал лидером просмотров среди всех русскоязычных исполнителей на YouTube, а по версии портала «Новый Рэп» победил в номинации «Видео года», а альбом «Restart», вышедший в 2017 году, сразу после релиза занял первое место в iTunes вне зависимости от жанра на Украине.
В 2015 году представители соцсети ВКонтакте скомпилировали список самых популярных артистов Украины, в котором Ярмак оказался дважды: на первом месте сольно и на седьмом — в составе группы «Стольный Град». Также в этом же году Ярмак был включён в рейтинг самых популярных звёзд Украины, составленный Forbes, где занял 8 строчку.

## Личная жизнь
В июле 2016 года женился на модели Анне Шумяцкой (1990), с которой до этого встречался на протяжении нескольких лет.
15 июня 2019 у Александра и Анны родилась дочь Соломия.

## Дискография
| Альбом        | Год  | Формат           | Лэйбл        |
| ------------- | ---- | ---------------- | ------------ |
| ЯсЮТуба       | 2012 | студийный альбом | Yarmak Music |
| Второй альбом | 2013 | студийный альбом | Yarmak Music |
| Made in UA    | 2015 | студийный альбом | Yarmak Music |
| Миссия Орион  | 2016 | мини-альбом      | Yarmak Music |
| Restart       | 2017 | студийный альбом | Yarmak Music |
| Red Line      | 2020 | студийный альбом | Yarmak Music |

## Видеоклипы
| Клип                           | Год  |
| ------------------------------ | ---- |
| Пидарасия                      | 2011 |
| Маленькие города               | 2012 |
| Мне не нравится                | 2012 |
| Жара                           | 2012 |
| Money Ca$h                     | 2012 |
| ЯсЮТуба                        | 2013 |
| Сердце пацана                  | 2013 |
| 22 (ft. TOF)                   | 2014 |
| Мечта                          | 2014 |
| Когда она проснётся (TS Prod.) | 2014 |
| Вставай (TS Prod.)             | 2015 |
| Едем (feat. Lia & Dj Mukvik)   | 2015 |
| Мама (TS Prod.)                | 2015 |
| На месте (TS Prod.)            | 2015 |
| Чёрное золото (TS Prod.)       | 2016 |
| Мои правила (ft. LAUD)         | 2016 |
| Правило боя (OST Правило боя)  | 2016 |
| Restart                        | 2017 |
| Твої сни (ft. Оля Чернышова)   | 2017 |
| Живой (ft. Fame)               | 2017 |
| Гни свою линию                 | 2018 |
| Волчата                        | 2018 |
| Тут мій дім                    | 2019 |
| Пара года                      | 2020 |
| На экзамен                     | 2020 |
| Чё там у хохлов                | 2020 |
| Back to the Game               | 2021 |
| Потрібен живим                 | 2021 |
| ДИКЕ ПОЛЕ                      | 2022 |
| RAGNAROK                       | 2023 |
| ВАВИЛОН                        | 2024 |

## Фильмография
| Год       |   | Название            | Роль            |
| --------- | - | ------------------- | --------------- |
| 2013—2014 | с | Как закалялся стайл | Александр Ярмак |
| 2019—2019 | с | SVOEKINO            | Александр Ярмак |